# 메건 모로니
메건 모로니(Megan Moroney, 1997년 10월 9일~)는 미국의 컨트리 가수이다. 2022년 12월, 데뷔 싱글 "Tennessee Orange"를 발매했으며, 이를 통해 빌보드 핫 100 차트에 처음으로 들었다.

## 음반 목록

### 정규 음반
- Lucky (2023)
- Am I Okay? (2024)

### EP
- Pistol Made of Roses (2022)
- Blue Christmas...Duh (2024)